# Lesji potok
Lesji potok je pritok potoka Orehovica. Izvira severno od naselja Izlake, kjer se izliva v potok Medija. Ta teče skozi Zagorje ob Savi in se kot levi pritok izliva v reko Savo.